# Captain Marvel Jr.
Captain Marvel Jr. ist der Titel einer Reihe von Comicpublikationen, die seit 1941 von den US-amerikanischen Verlagen Fawcett Comics (1941 bis 1953) und DC-Comics (seit 1972) herausgegeben wurden.
Die Comics der Reihe, bei der es sich um einen sogenannten Spin-off der Comics um Captain Marvel handelt, gehören überwiegend dem Genre des Science-Fiction-Comics, spezifischer dem Superhelden-Comic, einer spezifisch US-amerikanischen Spielart des Science-Fiction-Genres, an.

## Veröffentlichungsdaten
Das Konzept für Captain Marvel Jr. geht auf die Amerikaner Ed Herron und Mac Raboy zurück, die die Figur erstmals in einer Geschichte in dem vom Verlag Fawcett Comics veröffentlichten Comicheft Whiz Comics #25 vom Dezember 1941 vorstellten. Die Idee dafür basierte auf der einfachen Prämisse, dass man dem 1940 eingeführten Captain Marvel – ein Kind, das sich durch das Aussprechen eines Zauberwortes in einen erwachsenen Mann mit „Superkräften“ verwandelt – einen Juniorpartner zur Seite stellen sollte. Dieser sollte über ähnliche Kräfte wie der „Captain“ verfügen, jedoch auch in seiner Superheldenform ein Jugendlicher bleiben.
Im Anschluss an die Captain-Marvel-Jr.-Geschichte in Whiz Comics #25 veröffentlichte DC weitere Geschichten um die Figur in den Whiz Comics, bevor man Captain Marvel Jr. im November 1942 in den Mittelpunkt einer eigenen, namensgleichen Serie (Captain Marvel, Jr.) stellte, die bis 1953 lief. Darüber hinaus erschienen Geschichten um die Figur in den Serien Master Comics und Marvel Family Comics (ab 1945). All diese Serien wurden 1953 von Fawcett schließlich infolge eines Rechtsstreits eingestellt.
Im Gegensatz zu den von C. C. Beck gestalteten, optisch sehr cartoonigen Captain-Marvel-Comics bedienten sich die in den ersten Jahren nahezu ausschließlich von Raboy illustrierten Comics um Captain Marvel Jr. eines sehr realistischen Zeichenstils.
Während die Captain-Marvel-Jr.-Comics der Kriegszeit insbesondere mit propagandistischen Inhalten angefüllt waren – so trug der junge Held in diesen Jahren wiederholt Kämpfe mit seinem Erzfeind „Hitlers Champion“ Captain Nazi aus – traten nach dem Sieg der Amerikaner und ihrer Verbündeten vor allem sozialkritische Geschichten in den Vordergrund. So musste sich der Superjunge in seiner Geheimidentität als behinderter Teenager mit den Schwierigkeiten des Lebens als Krüppel herumschlagen. Während die meisten anderen Superhelden sich lediglich mit Superschurken und verzwickten Alltagssituationen herumschlagen mussten, hatte Captain Marvel Jr. in seiner Geheimidentität auch mit sozialen Problemen, wie der drückenden Armut der amerikanischen Arbeiterklasse, der er angehörte, zu kämpfen. So musste er – wenn er sich nicht gerade als Held mit Präsident Roosevelt traf oder japanische Bomberangriffe abwehrte – mit den Tücken einer ärmlichen Behausung und einer lebensfeindlichen Umgebung herumschlagen.
Mit dem häufig sehr „düsteren“ Ton der Captain-Marvel-Jr.-Geschichten der 40er und 50er Jahre hob sich die Reihe deutlich von der heitereren und unbeschwerteren Atmosphäre der Captain-Marvel-Comics ab.
1953 verklagte der Verlag DC-Comics Fawcett wegen Urheberrechtsverletzung. Konkret unterstellte DC Fawcett, dass die Figur Captain Marvel ein Plagiat der von DC publizierten Comics um den Sci-Fi-Helden Superman sei. Fawcett stellte infolgedessen 1953/1954 die Publikation der Comics um Captain Marvel und Captain Marvel Jr. ein.
1972 erwarb DC-Comics aus der Konkursmasse des inzwischen bankrottgegangenen Fawcett-Verlages die Rechte an den meisten der alten Serien und Figuren des Verlages, darunter auch die Rechte an Captain Marvel und Captain Marvel Jr. Seither publiziert DC in unregelmäßigen Abständen auch Comics unter dem Captain-Marvel-Jr.-Titel, so den One-Shot Superboy Plus Captain Marvel Jr. (1997) oder die zwölfteilige Maxiserie The Trials of Shazam (2006–2007). Hinzu kamen Rollen als feste Nebenfigur oder eine von mehreren Hauptfiguren in den Serien Shazam! (1972–1978), The Power of Shazam! (1995–1999) und Teen Titans (1997–1998).

## Hauptfigur und Handlung
Ausgangspunkt der Captain-Marvel-Jr.-Geschichten ist eine Captain-Marvel-Geschichte, in der der Superheld in einen Kampf mit dem faschistischen Superschurken Captain Nazi verwickelt wird. Im Zuge dieses Kampfes attackiert „Nazi“, als er in einen See stürzt, zwei Hobbyfischer, die ihn retten wollen: Den Rentner Jacob Freeman und seinen Enkel Freddy.
Während der alte Jacob, je nach Version, stirbt oder ins Koma fällt, wird Freddy schwer verletzt und ist fortan ein Krüppel. Von Schuldgefühlen wegen des Schicksals des Jungen geplagt, überträgt Captain Marvel einen Teil seiner Superkräfte, die der Magier Shazam ihm verliehen hat, mit dessen Einwilligung auf Freddy, der so zu Captain Marvel Jr. wird.
Als Juniorpartner Captain Marvels unterstützt Captain Marvel Jr., oder CM3, wie er sich selbst nennt, diesen fortan bei seinen Bemühungen, seine Heimatstadt Fawcett City vor Gefahren zu bewahren. In gleicher Weise wie Captain Marvels Alter Ego, der vierzehnjährige Billy Batson, sich durch das Aussprechen des Namens des Magiers Shazam in sein Superhelden-Alter-Ego verwandelt, verwandelt Freddy sich in Captain Marvel Jr., indem er den Namen von Captain Marvel ausspricht. Praktisch vollzieht sich die Verwandlung, indem er von einem Blitz getroffen wird, der ihn transformiert, sobald er die magischen Worte über die Lippen bringt. Umgekehrt verwandelt Captain Marvel Jr. sich wieder in Freddie Freeman, wenn er die Worte „Captain Marvel“ ein zweites Mal ausspricht.
Storytechnisch birgt dies die Komplikation, dass Captain Marvel Jr. der wohl einzige Superheld ist, der in Gesprächen seinen eigenen Namen – von dem die Worte Captain Marvel ja ein Teil sind – nicht aussprechen kann, da er sich sonst (eventuell vor Publikum) in sein Alter Ego zurückverwandelt. Um diese Schwierigkeit zu umgehen, bedient er sich häufig des Kurznamens CM3 (für Captain Marvel 3; CM1 ist dabei Captain Marvel selbst und CM2 seine Schwester, Mary Marvel).
Als Captain Marvel Jr. liefert sich Freddy Auseinandersetzungen mit seinem Erzfeind Captain Nazi und anderen Bösewichten wie Sabbac und IBAC, tritt er den Heldenteams Teen Titans und Outsiders bei und erhebt Anspruch auf das Erbe des Captain-Marvel-Titels, nachdem Billy Batson zum Nachfolger des alten Zauberers Shazam als Hüter eines magischen Ortes namens Fels der Ewigkeit wird. Als Freddy Freeman muss er sich indessen mit den Schwierigkeiten herumschlagen, die seine Behinderung – er ist seit dem Angriff Captain Nazis an der Wirbelsäule verletzt, wenn er sich nicht gerade in CM3 verwandelt hat, und daher verkrüppelt und auf Krücken angewiesen – mit sich bringt.
In jüngeren Comics wird Captain Marvel Jr. – verwirrenderweise – unter dem Namen Shazam (Shazam 2) zum neuen Captain Marvel (Seniorsuperhelden), nachdem Captain Marvel unter dem Namen „Marvel“ zum neuen Shazam (Mentor von Captain Marvel) geworden ist. Um seine Würdigkeit für diese Rolle zu beweisen, muss er sich in einer Reihe von Wettkämpfen gegen eine Kreolin namens Sabina durchsetzen, die ebenfalls Anspruch auf die magischen Gaben erhebt, die einem die Macht des Captain verschaffen (Trials of Shazam, Maxiserie).

## Adaptionen
Captain Marvel Jr. trat als Figur in der 1980er Zeichentrickserie The Kid Superpower Hour with Shazam! auf, in der er von Barry Gordon synchronisiert wurde.

## Einfluss auf Popkultur
Bleibenden Einfluss auf die amerikanische Haar- und Kleidungsmode – und damit der ganzen Welt – übten die Captain-Marvel-Comics zeitverzögert durch Elvis Presley aus, der in den späten 1940er Jahren ein begeisterter Leser der Comics um CM3 war. Dadurch, dass Presley seine Frisur der Haartracht Captain Marvel Jrs. nachempfand, wurde diese – durch Millionen Fans, die die Frisur ihres Vorbildes nachahmten – in den 1950er und 1960er Jahren zu einem Massenlook auf der ganzen Welt.
Abgesehen davon, dass Presley seine berühmte „Schmalzlocken“-Frisur Captain Marvel Jr. nachahmte, bildete er auch mehrere seiner Bühnenkostüme dem Superheldenkostüm des „Captains“ nach. So gehen Schnitt und Farbgebung vieler Anzüge des „Kings“ sowie die Neigung des „alten“ Presleys, Capes zu tragen, laut einigen seiner Biografen auf die Kostümierung des Titelhelden in den Captain-Marvel-Jr.-Comics zurück. Presleys Freund Billy Smith berichtete dazu: „If you go back and look at a drawing of Captain Marvel Jr., it looks a whole lot like the seventies Elvis -- one-piece jumpsuit, wide belt, boots, cape, lightning bolt and all. [...] That’s where he got the idea for the capes. From the comic books.“
Zuletzt ist darauf hinzuweisen, dass das von Presley und seiner Frau Priscilla entwickelte TCB-Logo (optisch besteht es aus den drei Buchstaben T, C und B, die um einen zackigen Blitz gruppiert sind), das als Abkürzung für Presleys Lebensmotto „Taking Care of Business in a Flash“ (etwa „Erledige das, was ansteht, so schnell es geht“), steht, in auffälliger Weise an das Blitzlogo auf Captain Marvel Jr.s Brust erinnert. Presley trug das Logo, in Gold und andere Metalle verarbeitet, als Schmuckanhänger in der Form von Halsketten und Armkettchen, die er auch an Freunde verteilte, und schmückte mit ihm das Leitwerk seines Privatflugzeuges, der „Lisa Maria“, und des Salons seiner Villa. Elaine Dundy schreibt dazu in ihrer Elvis-Biographie: „The lightning bolt emblem Captain Marvel Jr. wore on his chest became Elvis’ logo, his signature.“ Smith bekräftigt dies, wenn er über das Logo bemerkt: „The lightning [...] in the back of his mind, he identified it with Captain Marvel Jr.“

## Nachdrucke
Die klassischen CM3 Geschichten aus den 1940er Jahren wurden von DC-Comics als Sammelbände neu aufgelegt.
- The Shazam! Family Archives, Bd. 1, 2006. (Master Comics #23-32 und Captain Marvel Jr. #1) (ISBN 1-4012-0779-0)

Hinzu kommt ein Sammelband mit neueren Geschichten:
- The Trials of Shazam!, Bd. 1, 2007. (The Trials of Shazam! #1-6) (ISBN 1-4012-1331-6)